# Качан Анатолій Леонтійович
Качан Анатолій Леонтійович (нар. 16 січня 1942, с. Гур'ївка Новоодеського району Миколаївської області) — український дитячий письменник, культурний діяч.

## Біографія
Дитячі роки минули в селі Новопетрівське Новоодеського району Миколаївської області. Середню освіту здобув у с. Засілля Вітовського району Миколаївської області. 1960–1965 — навчався на факультеті української філології Одеського державного університету ім. І. І. Мечникова.
Після закінчення університету вчителював у придунайському містечку Вилкове, був військовослужбовцем у Криму, кореспондентом молодіжної газети, редактором видавництва «Маяк» в Одесі. З 1971 року живе в Києві. Протягом тривалого часу очолював літературні відділи у дитячих журналах «Піонерія» (тепер «Однокласник»), «Барвінок», «Соняшник», республіканське літературне об'єднання школярів «Первоцвіт», а в газеті «Вечірній Київ» вів сторінку творчого саморозвитку дітей «Кораблик», яка згодом переросла в самостійне видання «Я сам(а)».
Працював на державній службі в Міністерстві інформації України та Комітеті з Національної премії України імені Тараса Шевченка. З 2004 року — голова творчого об'єднання дитячих письменників Київської організації НСПУ. Друкуватися почав у студентські роки — з 1962 року. Член Національної Спілки письменників України з 1979 року.
Член журі літературної премії Національної спілки письменників України в царині літератури для дітей імені Платона Воронька.

## Творча діяльність
У переліку творчих здобутків письменника — 15 книжок для дітей та юнацтва, добірки поезій, що увійшли до шкільних підручників і посібників, хрестоматій та антологій української дитячої літератури, численні публікації в зарубіжних виданнях, пісні, написані у співавторстві з відомими українськими композиторами, статті та інтерв'ю з проблем дитячої літератури.
Літературознавцям, філологам, бібліотечним працівникам, усім шанувальникам творчості письменника адресовано біобібліографічний нарис «Анатолій Качан: „Я ще не виписався як поет незабутніх дитячих вражень“» із серії «Дитячі письменники України», підготовлений фахівцями Національної бібліотеки України для дітей. Посібник містить огляд творчості поета, бібліографічні покажчики творів та літератури про нього, додатки та допоміжні покажчики.
Основні твори:
- Акацій білий цвіт: поезії // Однокласник. — 2002. — № 2. — С.10—11.
- Берегові вогні: вірші. — К.: Веселка, 1979. — 24 с.: ілюстр.
- Вірші // Рад. Прибужжя. — 1995. — 22 лип.
- Ворота міста: вірші: — К.: Веселка, 1977. — 16 с.: ілюстр.
- Гей, хто в світі, озовися: поезії // Дукля. — 2001. — № 5 — 6. — С. 56 — 59.
- Джерельце: вірші: — К.: Веселка, 1975. — 20 с.: ілюстр.
- До синього моря хмарина пливе: вірші. — Одеса: Маяк, 2001. — 128 с.: ілюстр.
- До синього моря; Насуваються холоди; Ліниві вареники; Походеньки ли-са; За двома зайцями // Література рідного краю: посібник-хрестоматія / уклад. Н. М. Огренич. — Миколаїв, 2003. — С. 168—171. — (Письменники Миколаївщини)
- Живу я біля моря: вірші. — Одеса: Маяк, 1992. — 32с.: ілюстр.
- Журавель щипав щавель: фразеологізми у віршах. — К., Веселка, 2002. — 16с.: ілюстр.
- З нових поезій: вірші // Радянське Прибужжя. — 2000. — 19 серп.
- Зелений промінь: вірші. — К.: Веселка, 1983. — 32с.: ілюстр.
- Ліниві вареники: вірші — безконечники. — К. , Веселка, 2002. — 16 с.: ілюстр.
- По дорозі їхав віз: гра зі словами — двійниками. — К. , Веселка, 2002. — 16 с.: ілюстр.
- Поезія // Однокласник. — 2007. — № 1. — С. 21.
- Поезія // Українська культура. — 2008. — N12. — C. 19.
- Прощання з літом: вірші. — К.: Веселка, 1991. — 54с.: ілюстр.
- Світанок року: вірші. — К.: Веселка, 1986. — 32 с.: ілюстр.
- Таємниця старого маяка: [поезії] //Рідне Прибужжя. — 2008. — № 15(9лют.). — С.4.
- Хвиля хвилю доганяє: [поезії: Варварівський міст, Таємниця старого ма-яка, Білі ночі в Одесі, Козацький степ] //Літературна Україна. — 2008. — 17трав.- C. 4
- Чари ворожбита: [збірка поезій]. — К.: Початкова школа, 2005. — 192 с.: ілюстр.

## Нагороди
- Заслужений працівник культури України (2001);
- Відмінник освіти України (1988);
- Медаль ім. А. С. Макаренка (1988);
- Медаль «Будівничий України» (2002);
- Орден «За розбудову України» ім. М. Грушевського (2008);
- Літературна премія імені Миколи Трублаїні (1982);
- Літературна премія імені Лесі Українки (2002);
- Літературна премія «Звук павутинки» імені Віктора Близнеця (2004);
- Літературна премія імені Бориса Нечерди (2006);
- Літературно-мистецька премія «Київ» імені Євгена Плужника (2009).